# ルシアン・ビュイス

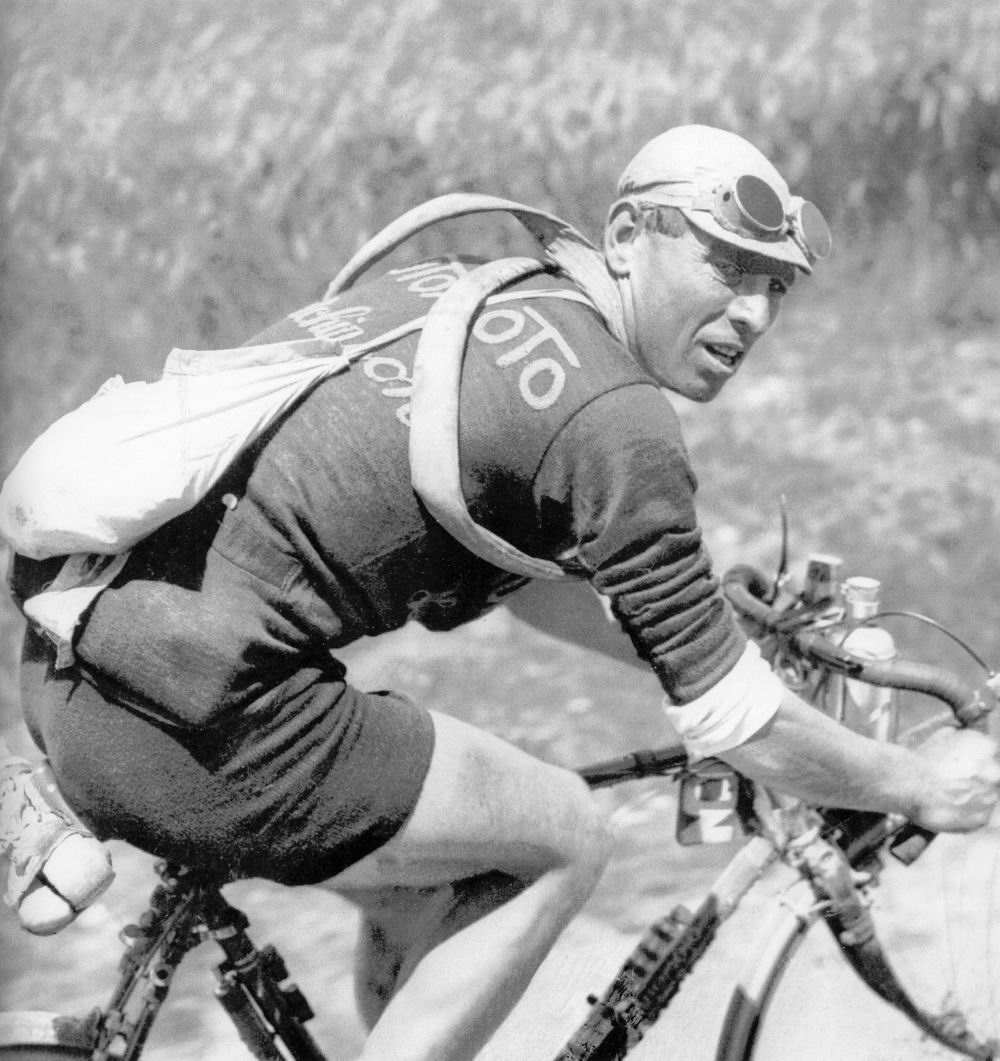
ルシアン・ビュイス

ルシアン・ビュイス（Lucien Buysse、1892年9月11日 - 1980年1月3日）は、ベルギー、ウォンテルヘム出身の元自転車競技選手。

## 経歴
1913年のツール・ド・フランスで総合3位に入ったマルセル・ビュイスの弟で、6日間レースにおいて通算9勝の実績を誇る、アルベール・ビュイスの叔父にあたる。
1923年のツール・ド・フランスにおいて、第8ステージを制し、総合8位。その後、1924年及び1925年のツール・ド・フランスを制したオッタビオ・ボテッキアのドメスティックを主に務めながら、同レースにおいて、1924年3位、1925年2位（区間2勝）の成績を残した。
1926年のツール・ド・フランスでは、第10ステージにおいて、3連覇を狙うボテッキアを差し置き、嵐が吹き荒れるダスパン峠で集団から抜け出し快勝。一方、ボテッキアは同ステージで棄権した。さらに続く第11ステージも制し、最後はニコラ・フランツに1時間22分25秒の差をつけて総合優勝を果たした。また、1926年のツールでは、兄・マルセルに加え、総合9位に入り、第1～2ステージまで総合首位だった弟のジュール・ビュイスも参加している。